# الحرس الملكي المالايوي
الحرس الملكي المالايوي (بالمالايوية: Rejimen Askar Melayu DiRaja؛ بالجاوية: ريجيمن عسكر ملايو دراج) هي الوحدة الأولى من فوجي المشاة في الجيش الماليزي. يتكون الحرس الملكي من 27 كتيبة عسكرية.